# Lärandemål
Lärandemål eller förväntade studieresultat är ett av de centrala begreppen inom ramen för Bolognaprocessen. Lärandemål avser de beskrivningar i olika dokument (till exempel kurs- och programbeskrivningar) av vad studenterna förväntas "kunna, förstå och kunna göra" efter en avslutad studieperiod, och av vad som ska examineras under en kurs eller en utbildning. Begreppet kan delas upp i lärandemål på flera olika nivåer, som successivt ligger till grund för nästa lägre nivå:
- I europeiska Dublin descriptors (Bolognamodellens nivåbeskrivningar) anges mål för karaktären av yrkesexamen, examen på grundnivå, avancerad nivå respektive forskarnivå
- Nationella mål för olika examina specificeras i nationella lagar, exempelvis den svenska högskoleförordningen.[2] De är grupperade i mål för 
  - Kunskap och förståelse
  - Färdighet och förmåga
  - Värderingsförmåga och förhållningssätt
- Övergripande lärandemål formuleras i lärosätets utbildningsplaner och examensbeskrivningar,
- Specifika lärandemål för respektive kurs utgör konkretisering av dessa och specificeras i kursplaner

Kursens lärandemål ligger i sin tur till grund för utformningen av kursens examinerande uppgifter. Lärandemålen ligger även till grund för konkreta kriterier för godkänt, som i allmänhet preciseras av examinerande lärare i kursens studieanvisningar och uppgiftsinstruktioner. I Sverige tillämpas målrelaterade betyg, och lärandemålen (som motsvarar krav för lägsta godkända betyg) ligger även till grund för ämnets och kursens betygskriterier för högre betygsnivåer. 
Lärandemål syftar till att synliggöra studenten som en aktiv part i sin egen  lärandeprocess och ska ställas mot de innehållsförteckningar man tidigare använt sig av i kurs- program- och examensbeskrivningar ("kursen ska ge kunskap om..."). Vidare syftar användningen av lärandemål till att förändra universitets- och högskoleutbildningar från att  vara nästan enbart kunskapsfokuserade till att bli mer kompetensfokuserade; efter avslutad utbildning ska studenterna inte enbart "veta", utan också "veta hur de kan använda detta vetande". 
Begreppet översattes från engelskans intended learning outcomes hösten 2004 av Lena Adamson, dåvarande chef för Stockholms Universitetspedagogiska Centrum, UPC. I översättningar av EU-dokument har begreppet förväntade studieresultat även använts. Högskoleförordningen talar om mål. Lärandemålsbegreppet är dock det som fortfarande tycks användas oftast inom universitetsvärlden även om vissa universitet och högskolor har valt att officiellt använda begreppet förväntade studieresultat.